# 南さつま市立坊津学園

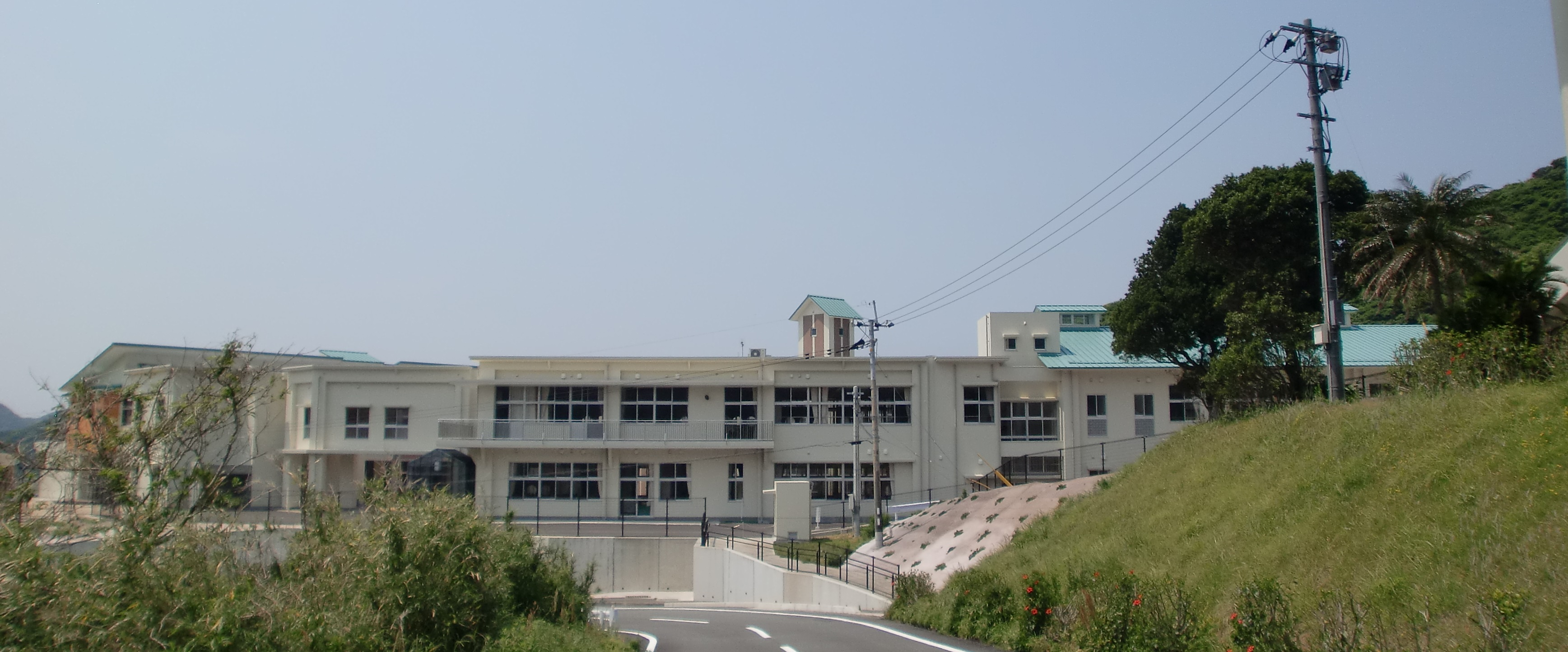
坊津学園の校舎（裏手側から撮影）

南さつま市立坊津学園（みなみさつましりつぼうのつがくえん）は、鹿児島県南さつま市坊津町泊にある市立の義務教育学校。
2010年に旧坊津町の区域に設置されていた小学校及び中学校をそれぞれ1校に統廃合し、南さつま市立坊津学園中学校及び南さつま市立坊津学園小学校として設置された。2013年から南さつま市立坊津学園中学校及び南さつま市立坊津学園小学校は施設一体型の小中一貫校となっていたが、2017年に南さつま市立坊津学園中学校及び南さつま市立坊津学園小学校を統合し、義務教育学校「南さつま市立坊津学園」として開校した。
本項では、南さつま市立坊津学園の前身にあたる、2010年に南さつま市立坊泊中学校と南さつま市立久志中学校を統合し設置された南さつま市立坊津学園中学校及び、同年に南さつま市立坊泊小学校、南さつま市立久志小学校、南さつま市立清原小学校、南さつま市立栗野小学校を統合して設置された南さつま市立坊津学園小学校並びに、坊津学園小学校に統合された前述の4校についても記述する。

## 概要
南さつま市の南部の坊津地区に位置する義務教育学校である。児童数は2011年8月31日現在で74名、2017年4月6日現在の在校生は134名である。
坊津学園の前身にあたる坊津学園中学校は、2010年に南さつま市立坊泊中学校と南さつま市立久志中学校が統合され、旧坊津町全域を校区とする南さつま市立坊津学園中学校として坊泊中学校跡に開校した。
坊津学園小学校は坊泊小学校と久志小学校、清原小学校、栗野小学校を統合し、旧坊津町全域を校区とする南さつま市立坊津学園小学校として坊泊小学校跡に開校した。
2013年に坊津町泊にある高太朗公園内に新校舎が完成し、坊泊小学校跡に設置された南さつま市立坊津学園小学校と、坊泊中学校跡に設置された南さつま市立坊津学園中学校は、施設分離型の小中一貫校であったが、施設一体型の小中一貫校となり、鹿児島県内初の施設一体型小中一貫校となった。本校の中学1年生は7年生、中学2年生は8年生、中学3年生は9年生として扱われる。
2013年の新校舎移転後は施設一体型の小中一貫校となっていたが、条例上は小学校・中学校ともに別の学校として設置されていた。学校教育法の改正により2016年に制度化された義務教育学校を坊津学園小学校、坊津学園中学校に対しても適用することとなり、2017年（平成29年）4月1日に「南さつま市学校設置条例」が改正、施行され、南さつま市立坊津学園小学校及び南さつま市立坊津学園中学校を廃止し、新たに義務教育学校である南さつま市立坊津学園が設置された。鹿児島県内では出水市立鶴荘学園と共に初めて設置された義務教育学校となった。
特例教科として「坊津学」を設置し、坊津の地域や歴史、海に学ぶ科目が設置される。

## 沿革

### 坊津学園小・中学校設置まで

#### 坊泊中学校
- 1947年（昭和22年）4月 - 西南方村立坊泊中学校として設置される[6]。
- 1953年（昭和28年） - 西南方村が坊津村に改称し、坊津村立坊泊中学校に改称。
- 1955年（昭和30年） - 坊津村が町制施行し、坊津町立坊泊中学校に改称。
- 2005年（平成17年） - 坊津町が加世田市などの1市4町と新設合併し、南さつま市となったのに伴い、南さつま市立坊泊中学校に改称。
- 2010年（平成22年） - 旧坊津町内の中学校が統合され、南さつま市立坊津学園中学校となり廃校となる。

#### 久志中学校

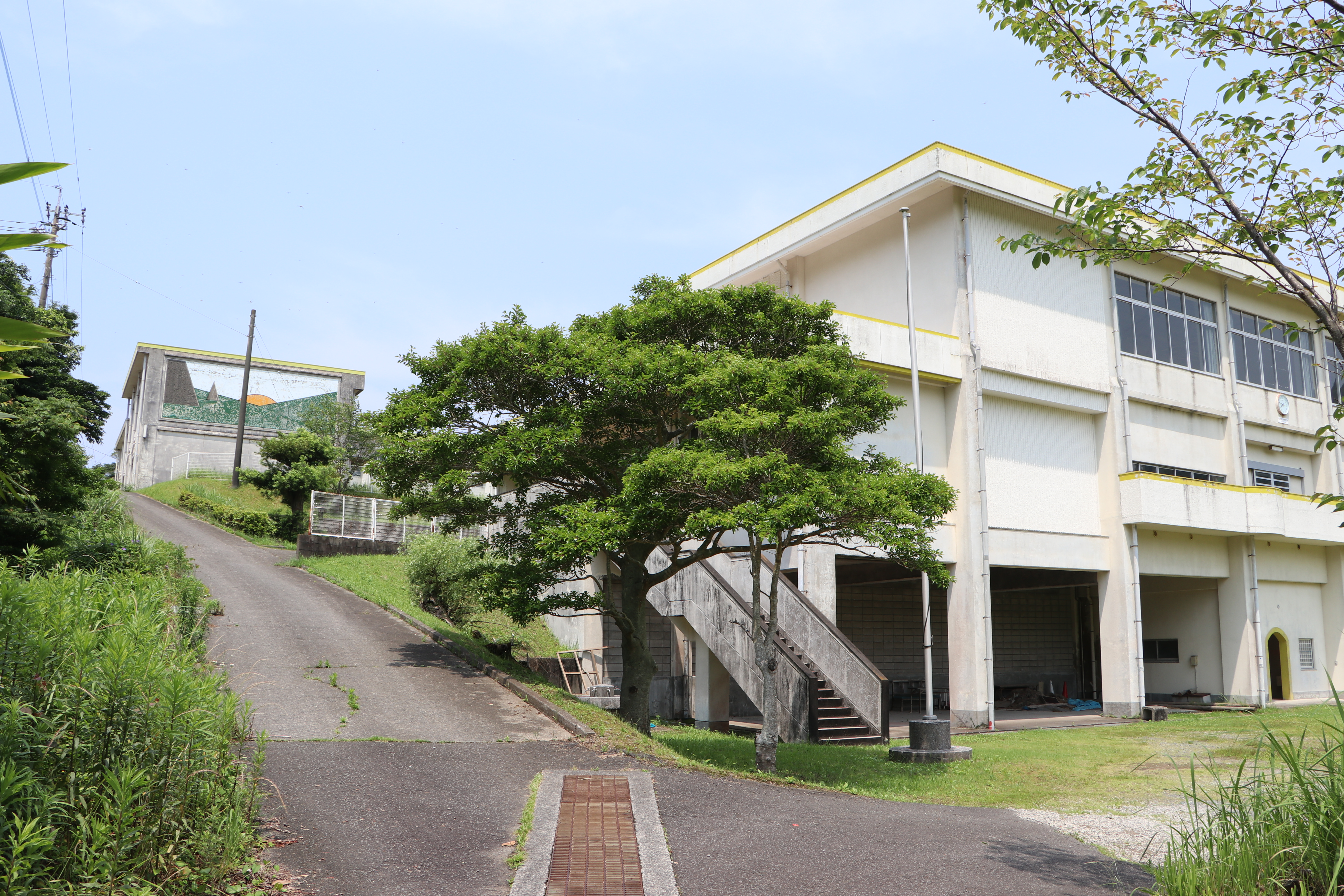
久志中学校跡地（2020年撮影、坊津町久志）

- 1947年（昭和22年）4月 - 西南方村立久志中学校として設置される[6]。
- 1953年（昭和28年） - 西南方村が坊津村に改称し、坊津村立久志中学校に改称。
- 1955年（昭和30年） - 坊津村が町制施行し、坊津町立久志中学校に改称。
- 2005年（平成17年） - 坊津町が加世田市などの1市4町と新設合併し、南さつま市となったのに伴い、南さつま市立久志中学校に改称。
- 2010年（平成22年） - 旧坊津町内の中学校が統合され、南さつま市立坊津学園中学校となり廃校となる。

#### 坊泊小学校
- 1873年（明治6年） - 郷校として設置される。
- 1914年（大正3年） - 坊泊尋常高等小学校に改称。
- 1941年（昭和16年） - 坊泊国民学校に改称。
- 1947年（昭和22年） - 西南方村立坊泊小学校に改称。
- 1953年（昭和28年） - 西南方村が坊津村に改称し、坊津村立坊泊小学校に改称。
- 1955年（昭和30年） - 坊津村が町制施行し、坊津町立坊泊小学校に改称。
- 2005年（平成17年） - 坊津町が加世田市などの1市4町と新設合併し、南さつま市となったのに伴い、南さつま市立坊泊小学校に改称。
- 2010年（平成22年） - 旧坊津町内の小学校が統合され、南さつま市立坊津学園小学校となり廃校となる。

#### 久志小学校

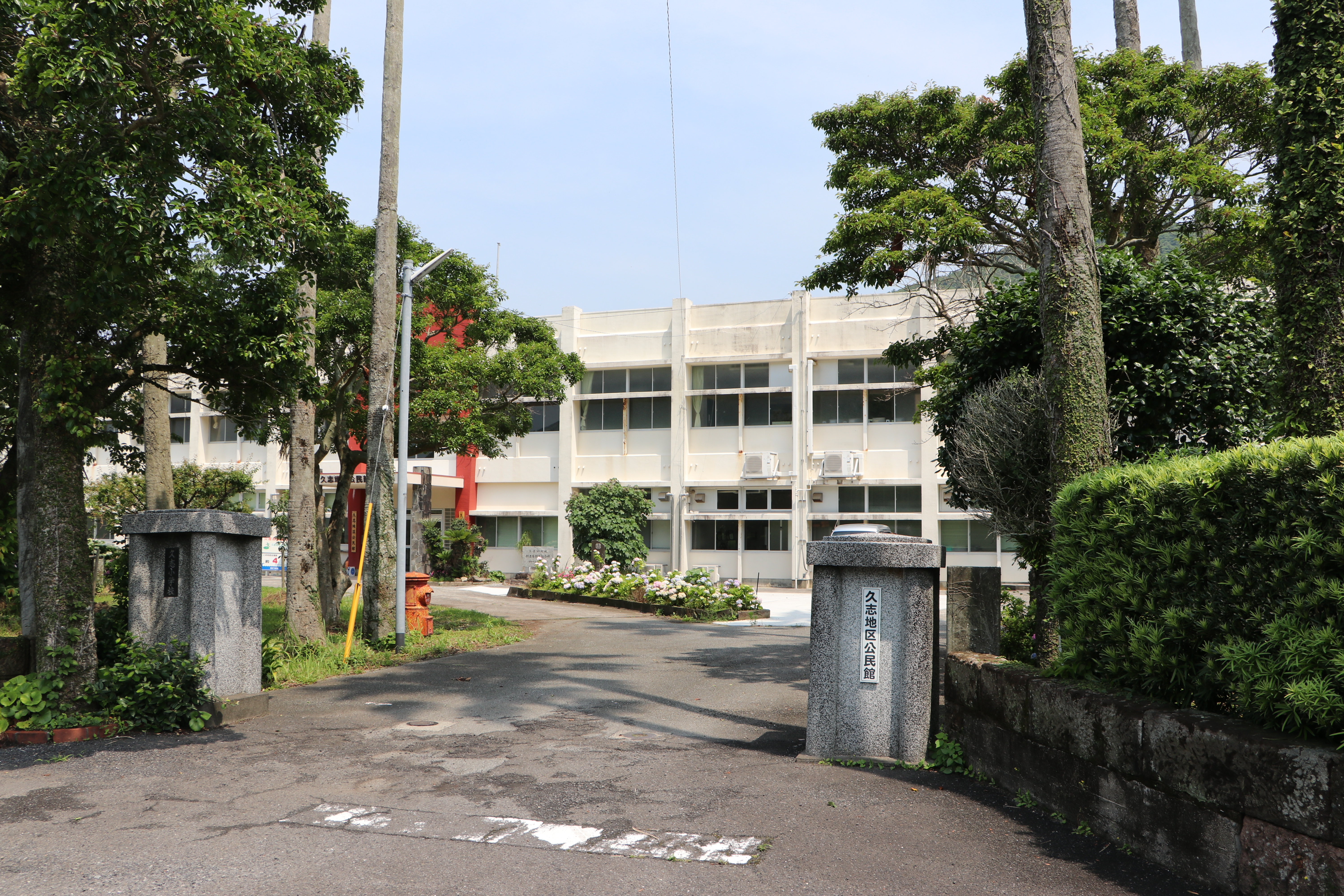
久志小学校跡地（2020年撮影、坊津町久志）

- 1872年（明治5年） - 学制が施行されたのに伴い、地頭仮屋にて開校。
- 1886年（明治19年） - 久志高等尋常小学校に改称[7]。
- 1910年（明治43年） - 今岳小学校を廃止し、仮教場を設置する[7]。
- 1917年（大正6年） - 今岳仮教場を廃止し今岳分教場を設置する[7]。
- 1926年（大正15年） - 今岳分教場を廃止し、今岳尋常小学校を設置[8]。
- 1941年（昭和16年） - 久志国民学校に改称[7]。
- 1947年（昭和22年） - 西南方村立久志小学校に改称。
- 1953年（昭和28年） - 西南方村が坊津村に改称し、坊津村立久志小学校に改称。
- 1955年（昭和30年） - 坊津村が町制施行し、坊津町立久志小学校に改称。
- 1971年（昭和46年） - 坊津町立今岳小学校を統合[8]。
- 2005年（平成17年） - 坊津町が加世田市などの1市4町と新設合併し、南さつま市となったのに伴い、南さつま市立久志小学校に改称。
- 2010年（平成22年） - 旧坊津町内の小学校が統合され、南さつま市立坊津学園小学校となり廃校となる。

#### 清原小学校

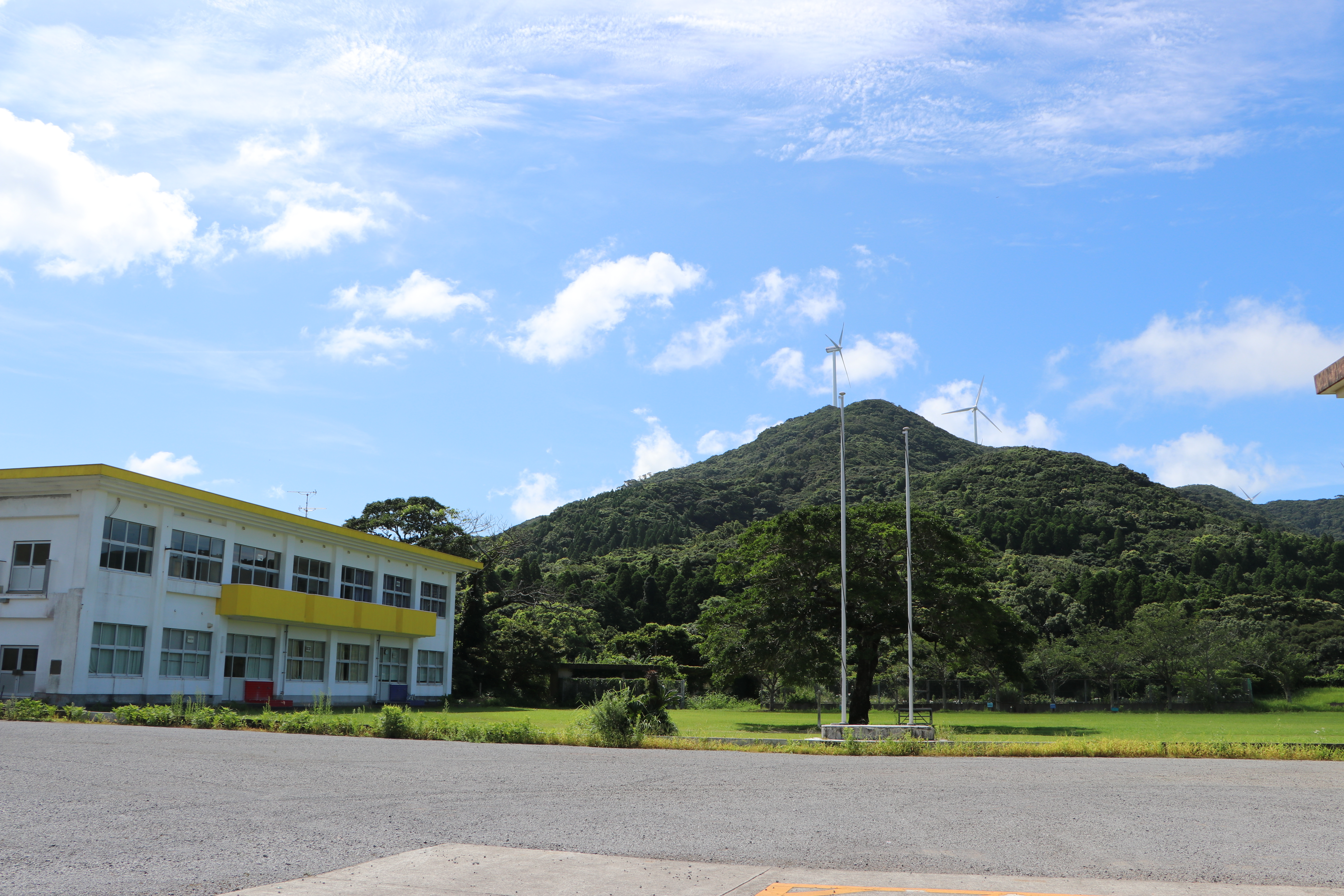
清原小学校跡地（坊津町泊）

- 1880年（明治13年） - 村落小学校として設置される[9]。
- 1887年（明治20年） - 清川小学校と平原小学校を統合し、清原小学校となる[9]。
- 1922年（大正11年） - 清原尋常高等小学校に改称[9]。
- 1941年（昭和16年） - 清原国民学校に改称[9]。
- 1947年（昭和22年） - 西南方村立清原小学校に改称。
- 1953年（昭和28年） - 西南方村が坊津村に改称し、坊津村立清原小学校に改称。
- 1955年（昭和30年） - 坊津村が町制施行し、坊津町立清原小学校に改称。
- 2005年（平成17年） - 坊津町が加世田市などの1市4町と新設合併し、南さつま市となったのに伴い、南さつま市立清原小学校に改称。
- 2010年（平成22年） - 旧坊津町内の小学校が統合され、南さつま市立坊津学園小学校となり廃校となる。

#### 栗野小学校
- 1883年（明治16年） - 栗野小学校が設置される[9]。
- 1887年（明治20年） - 栗野簡易小学校に改称[9]。
- 1892年（明治25年） - 栗野小学校に改称[9]。
- 1929年（昭和4年） - 高等科が併設され栗野尋常高等小学校に改称[9]。
- 1941年（昭和16年） - 栗野国民学校に改称[9]。
- 1947年（昭和22年） - 西南方村立栗野小学校に改称。
- 1953年（昭和28年） - 西南方村が坊津村に改称し、坊津村立栗野小学校に改称。
- 1955年（昭和30年） - 坊津村が町制施行し、坊津町立栗野小学校に改称。
- 2005年（平成17年） - 坊津町が加世田市などの1市4町と新設合併し、南さつま市となったのに伴い、南さつま市立栗野小学校に改称。
- 2010年（平成22年） - 旧坊津町内の小学校が統合され、南さつま市立坊津学園小学校となり廃校となる。

### 坊津学園小・中学校設置から義務教育学校移行まで

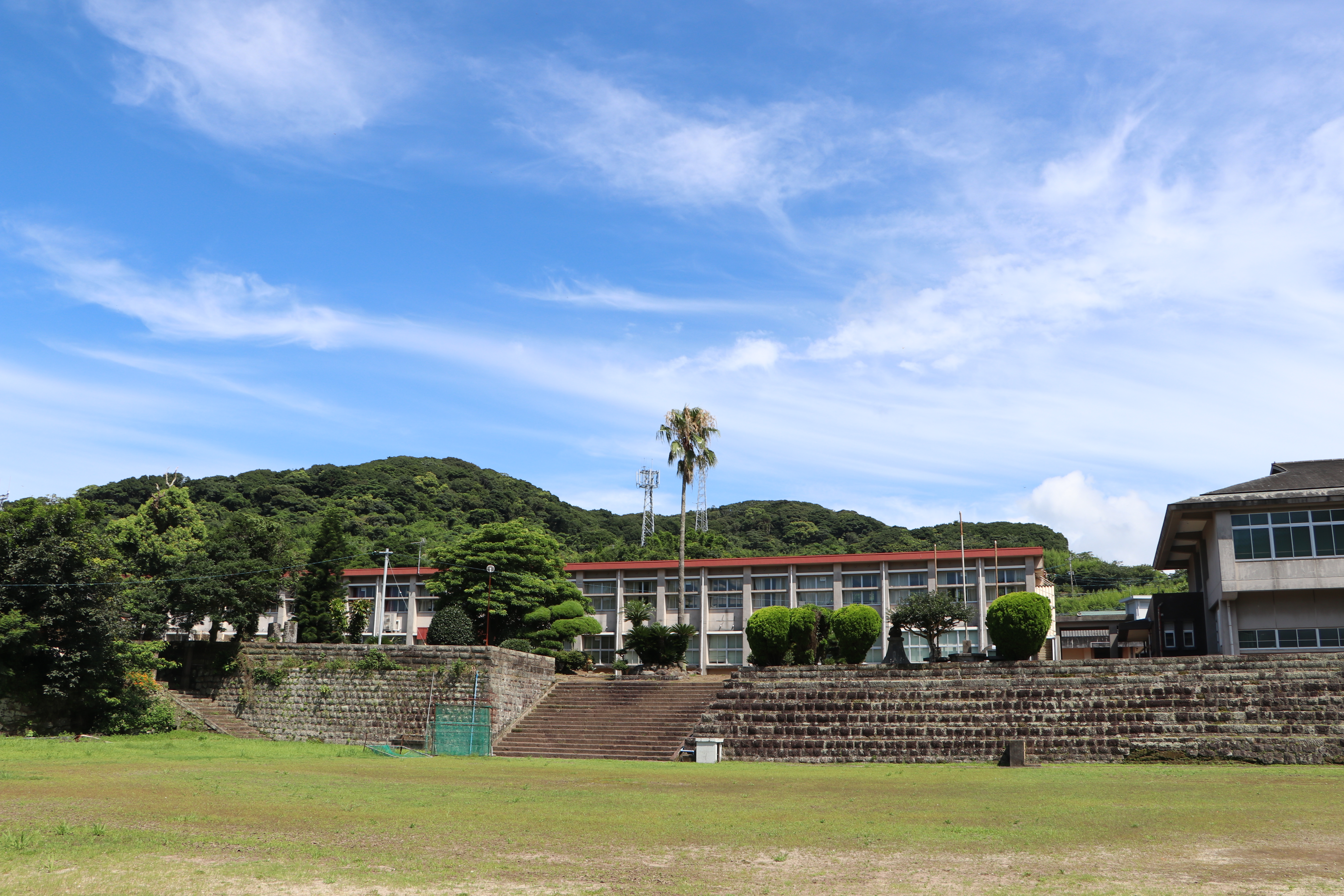
坊津学園小学校が置かれていた旧坊泊小学校（坊津町坊）

- 2010年（平成22年） - 南さつま市立学校設置条例の改正に伴い、旧坊津町に存在した以下の学校を廃止し、以下に掲げる各学校に統合。
  - 南さつま市立坊津学園中学校
    - 南さつま市立坊泊中学校
    - 南さつま市立久志中学校

  - 南さつま市立坊津学園小学校
    - 南さつま市立坊泊小学校
    - 南さつま市立久志小学校
    - 南さつま市立清原小学校
    - 南さつま市立栗野小学校
- 2013年（平成25年） - 高太朗公園内に建設された新校舎に移転、南さつま市立坊津学園小学校及び南さつま市立坊津学園中学校の施設一体型小中一貫校となる[5]。同時にコミュニティスクール（学校運営協議会制度）を導入する[2]。
- 2017年（平成29年）4月1日 - 南さつま市立坊津学園小学校及び南さつま市立坊津学園中学校を廃止[4]。

### 義務教育学校への移行以後
- 2017年（平成29年）
  - 4月1日 - 南さつま市立坊津学園小学校及び南さつま市立坊津学園中学校を統合し、義務教育学校として南さつま市立坊津学園が設置される[4]。
  - 4月6日 - 開校式を挙行[3]。

## 通学区域
坊津学園の通学区域は合併前の坊津町の区域が指定されており、合併前の坊津町の区域に当たる大字は以下のとおりである。
- 坊津町坊
- 坊津町泊
- 坊津町久志
- 坊津町秋目